# Ménil-Erreux
Ménil-Erreux ist eine Gemeinde im französischen Département Orne in der Normandie. Sie gehört zum Arrondissement Alençon und zum Kanton Écouves. 

## Lage
Nachbargemeinden sind Saint-Gervais-du-Perron im Nordwesten, Bursard und Essay im Nordosten, Neuilly-le-Bisson im Osten, Hauterive im Südosten, Larré im Südwesten und Écouves im Westen. Die Gemeinde liegt im Regionalen Naturpark Normandie-Maine. An der nördlichen Gemeindegrenze verläuft der Fluss Vandre.

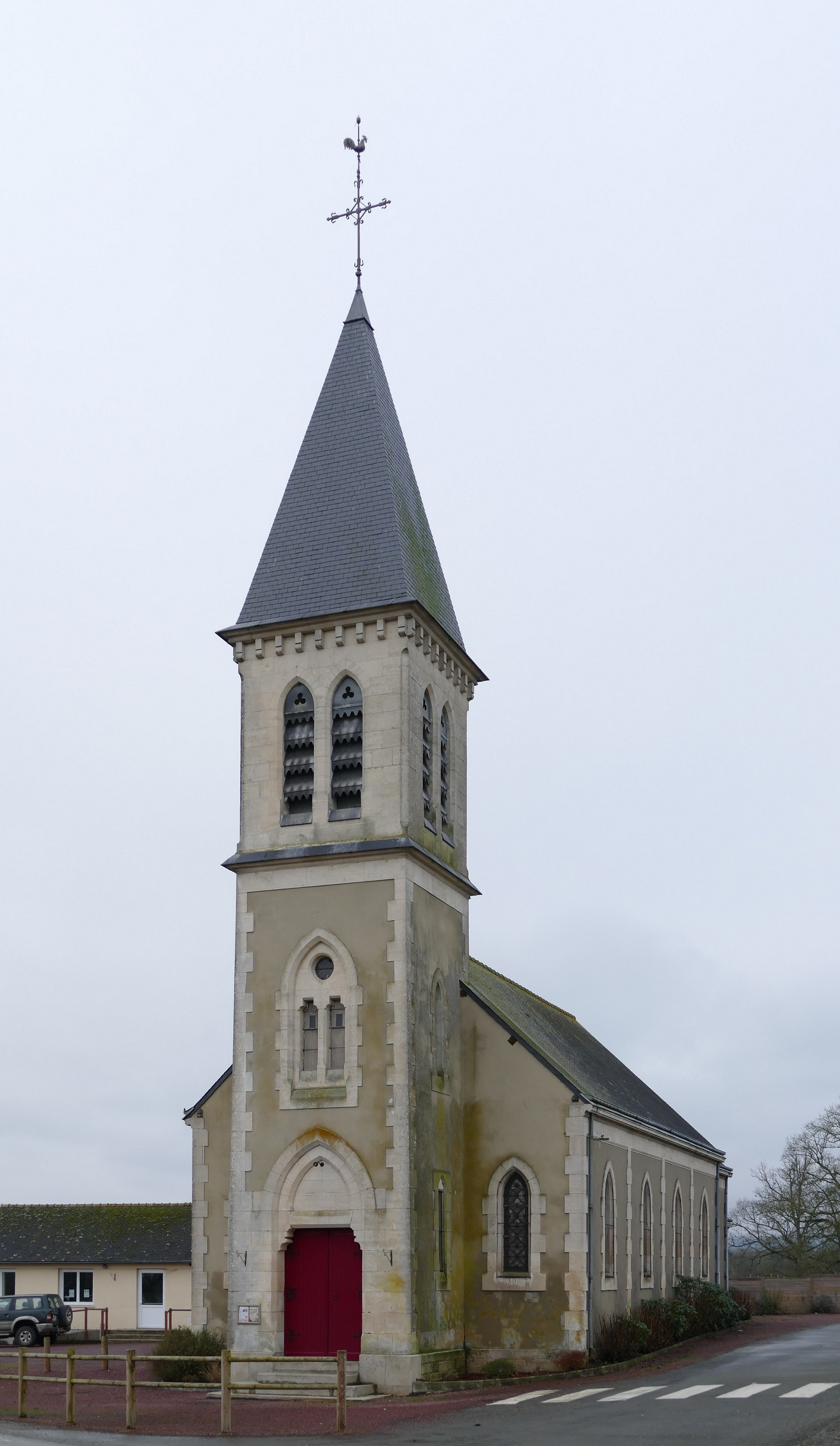
Kirche Saint-Martin

## Bevölkerungsentwicklung
| Jahr      | 1962 | 1968 | 1975 | 1982 | 1990 | 1999 | 2010 | 2015 | 2021 |
| --------- | ---- | ---- | ---- | ---- | ---- | ---- | ---- | ---- | ---- |
| Einwohner | 214  | 243  | 218  | 225  | 212  | 218  | 241  | 224  | 198  |